# Taksin Šinavatra
Taksin Šinavatra (енгл. Thaksin Shinawatra; тај. ทักษิณ ชินวัตร; rođen 26. avgusta 1949) je tajlandski poslovni čovjek i političar, poznat kao vođa populističke stranke Taj Rak Taj te dugogodišnji premijer Tajlanda.

## Biografija
Taksin Šinavatra je prije ulaska u politiku bio osnivač i vlasnik Šin Korp, jedne od najvećih telekomunikacijskih firmi u Aziji. 1990-ih je služio kao ministar u tajlandskim vladama, da bi 2001. godine osnovao stranku Taj Rak Taj i s njom osvojio vlast. Godine 2005. je s njom osvojio rekordni broj mjesta u tajlandskom parlamentu.
Tajland se pod Taksinovim vodstvom ekonomski oporavio od velike azijske ekonomske krize 1990-ih, a od Taksinove politike su posebno prosperirali stanovnici ruralnih područja koji predstavljaju njegovu glasačku bazu. Međutim, u Bangkoku i velikim gradovima je Taksin omražen zbog optužbi za korupciju i kršenja ljudskih prava. Mnogima se zamjerio zbog podršci američkom predsjedniku Bušu u ratu protiv terorizma, a još više zbog nesposobnosti da se obračuna s islamističkom gerilom u južnim dijelovima zemlje.
Početkom 2006. optužbe za korupciju su se intenzivirale zbog kontroverzne prodaje Šin Korpa, prilikom koje je Taksin optužen za utaju poreza. One su izazvale niz uličnih demonstracija, koje je Taksin pokušao zaustaviti prijevremenim izborima. Opozicija ih je bojkotovala, ali su glasači nezadovoljstvo izrazili s praznim listićima.
4. aprila 2006. je, uprkos dobijanju dvije trećine glasova na nedavnim prijevremenim izborima, izjavio kako podnosi ostavku kako bi okončao ustavnu krizu i višetjedne demonstracije na kojima je optuživan za korupciju. Nekoliko mjeseci kasnije tajlandski Ustavni sud je te izbore poništio te zakazao nove za novembar.
19. septembra 2006, dok je bio u Njujorku na zasjedanju Generalne skupštine UN, tajlandska vojska je zauzela ključne objekte u Bangkoku te tako izvršila vojni puč. Vladu Taksina Šinavatre je zamijenilo privremeno vojno upravo tijelo koje se naziva "Stranka demokratske reforme".
Danas živi u Crnoj Gori. Sestra Taksina Šinavatre je udata za Somčaja Vongsavata.

## Spoljašnje veze
- Biography at the Thai government
- Biography at the Thai embassy in the US
- the website of Thaksinomics
- Thaksin's reality show on 2Bangkok.com
- Thailand descends into political paralysis Extract from Jane's Intelligence Review, March 2006
- High tension in Thailand - Anti-Thaksin rallies Архивирано на веб-сајту  (30. април 2008)
- Naturalizovani Crnogorac („Politika“, 21. mart 2010)

Категорија:Рођени 1949.]]